# بخش (بخش انتخاباتی)
بخش (انگلیسی: Ward) یک منطقه محلی است که معمولاً برای اهداف انتخاباتی استفاده می‌شود. در برخی کشورها، بخش‌ها معمولاً به نام محله‌ها، گذرگاه‌ها، قصبه‌ها، مکان‌های دیدنی، ویژگی‌های جغرافیایی و در برخی موارد شخصیت‌های تاریخی مرتبط با این منطقه (مانند ویلیام موریس وارد در منطقه لندن جنگل والتهام) نام گذاری می‌شوند. در ایالات متحده آمریکا معمول است که بخش‌ها به سادگی شماره گذاری شوند.
در زبان سواحلی بخش محلی کاتا نامیده می‌شود.